# Monte Rosello
Monte Rosello (in sassarese:  Monti Ruseddu) è un quartiere del comune di Sassari nato negli anni trenta, durante il periodo fascista, dopo la costruzione del ponte Rosello che lo collega al centro storico. 
Il quartiere e diviso in due parti dalla via Giovanni Pascoli: nella parte bassa si trovano il Museo d'arte contemporanea Masedu e la basilica del Sacro Cuore; nella parte alta, la più estesa, dove si trovano i primissimi palazzi in stile anni trenta e la parrocchia del Cuore Immacolato edificata nel 1958; qui sono presenti anche la nuova questura della Polizia di Stato e i due parchi di via Montello e di Baddimanna. Nel quartiere sono anche presenti diversi servizi come scuole di diversi gradi, asili, banche, uffici postali.